# Karl Georg Ludwig Guido von Usedom
Karl Georg Ludwig Guido von Usedom (Karzitz (Rügen), 1805. július 17. – San Remo, 1884. január 22.) gróf, porosz diplomata.

## Élete
Középiskoláinak befejezése után Göttingenben és Berlinben jogot tanult. 1830-ban az igazságügyi osztályban, egy hosszabb utazás után 1835-ben mint római követségi titkár nyert alkalmazást. 1838-ban a külügyminisztériumban előadó tanácsos, 1846-ban pedig római követ lett. Ugyanezen minőségben küldték 1848-ban Frankfurt am Mainba. 1850-ben Dániával ő kötötte meg a békét. Miután ismételten mint követ hazájának szolgálatokat tett, 1863-ban grófi rangra emelték és olasz nagykövetté tették. Ebben az állásban vezette nagy titokban Govone olasz tábornokkal azokat az alkudozásokat, melyek a porosz-olasz védő és támadó szövetséget eredményezték. Ő fogalmazta meg 1866-ban az 1868-ban La Marmora által nyilvánosságra hozott „Stoß ins Herz” táviratot is, aminek az lett volna a feladata, hogy Itáliát a háborúba való belépésre késztesse. 1869-ben Usedom Bismarckkal viszályba keveredett és emiatt elbocsátották. 1872-ben a berlini királyi múzeumok igazgatójává nevezték ki; 1879-ben a magánéletbe vonult vissza. 1849-ben Berlinben megjelent Briefe und Charakteristiken aus der deutschen Gegenwart című műve.